# Paramount Theatre (Oakland)
Pour les articles homonymes, voir Paramount Theatre.
Résidence
Le Paramount Theatre est une salle de spectacle Art déco de 3 040 places située au 2025 Broadway dans le centre-ville d'Oakland en Californie. Lors de sa construction en 1931, c'était le plus grand théâtre polyvalent de la côte ouest, avec 3 476 places,. Aujourd'hui, le Paramount abrite l' Oakland East Bay Symphony et l'Oakland Ballet. Il accueille régulièrement du R&B, du jazz, du blues, de la pop, du rock, du gospel, de la musique classique, ainsi que des ballets, des pièces de théâtre, des comédies stand-up, des séries de conférences, des événements spéciaux et des projections de films classiques de l'ère d'or d'Hollywood.

## Histoire
Le Paramount Theatre a été construit comme un palais du cinéma, lors de l'essor de l'industrie cinématographique à la fin des années 1920. En 1925, la Paramount Publix Corporation d'Adolph Zukor , la division cinéma de Paramount Pictures, se lance dans un programme de construction de palais du cinéma qui a abouti à la construction de certains des plus belles salles. Publix confie la conception de l'Oakland Paramount à l'architecte de San Francisco, âgé de 38 ans, Timothy L. Pflueger (1892-1946) de Miller and Pflueger . Le Paramount ouvre ses portes le 16 décembre 1931 grâce à un budget de 3 millions de dollars,. Pflueger est aussi le concepteur du Castro Theatre de San Francisco. Le design Art déco fait écho à l' Exposition internationale des arts décoratifs et industriels modernes de 1925 à Paris.
L'orgue du Paramount a été construit par Wurlitzer pour les théâtres Paramount Publix : un modèle à quatre claviers et vingt rangs appelé Publix I (Opus 2164), qui a coûté 20 000 $ en 1931.
Lors de l'inauguration le 16 décembre 1931, le film The False Madonna est présenté en avant-première avec en vedette l'acteur Kay Francis,, mais aussi Conway Tearle, Charles D. Brown, Marjorie Gateson, et William Boyd (avant qu'il prenne le pseudonyme Hopalong Cassidy),. Parmi les invités notables figuraient le gouverneur de Californie James Rolph et le maire d'Oakland Fred N. Morcom,. Les billets étaient vendus à 60 cents pour le balcon et 85 cents pour l'orchestre mais  premier arrivé-premier servi,. Le programme comprenait également un film d'actualités Fox Movietone News, un dessin animé Silly Symphony The Spider and the Fly le tout mis en musique par l'orchestre privé de Paramount comprenant 16 musiciens sous la direction de Lew Kosloff. La soirée s'est achevée par une représentation du spectacle "Slavique Idea" de Fanchon and Marco, une revue de quarante minutes mettant en vedette Sam Hearn, les comédiens Brock et Thompson, la danseuse LaVonne Sweet, les acrobatiques Seven Arconis, Patsy Marr et les Sunkist Beauties en chœur. ligne finale.
En juin 1932, le Paramount ferme car il n'est pas capable de faire face aux dépenses d'exploitation de plus de 27 000 $ par semaine. La compétition avec le Fox Oakland Theatre, ouvert en 1928, était très dure. Le Paramount est resté fermé pendant près d'un an. L'époque où les cinémas pouvaient soutenir non seulement la projection de films, mais aussi des orchestres entiers, des spectacles sur scène et des agents en uniforme, était révolue, au moment même où la Paramount était en cours d'achèvement.
Il rouvre en mai 1933, sous la direction de Frank Burhans, directeur du Warfield Theatre de San Francisco. Burhans est chargé de désendetter le Paramount, et sa méthode pour y parvenir était de fonctionner sans spectacle sur scène ni orchestre, et de dévisser les ampoules afin de réduire les dépenses énergétiques[réf. nécessaire]. Le Paramount présente alors le meilleur des nouveaux films, tels que Dancing Lady (1933) avec Joan Crawford et Clark Gable, Dames (1934) avec Dick Powell et The Gay Divorcee (1934) avec Fred Astaire et Gingembre Rogers. La Seconde Guerre mondiale succède à la Grande Dépression et le port d'Oakland est devient un point de départ et d'arrivée important pour les militaires. Les chaises confortables et les salons spacieux du Paramount sont un lieu de rassemblement favori.
Dans les années 1950, des machines à pop-corn et des comptoirs à bonbons sont installés, et sur les murs du hall, les lumières incandescentes sont supprimées et remplacées par des tubes néon rouges et bleus. En 1953, la salle accueille son premier film en CinemaScope La Tunique avec Richard Burton et Jean Simmons. En 1957, le film Le Rock du bagne d'Elvis Presley attire un millier de jeunes. À la fin des années 1950, les cinémas perdent des clients au profit de la télévision, mais la direction de Paramount a répondu avec des spectacles de talents, des soirées de prix et des campagnes publicitaires.
Pour la seconde fois, le Paramount ferme ses portes le 15 septembre 1970, car elle n'était plus en mesure de rivaliser avec les plus petites salles de cinéma de la banlieue. Le dernier film du Paramount est Let It Be (1970) avec les Beatles. En 1971, la salle sert de décor pour un film de Warner Bros., The Candidate, avec Robert Redford.

### Une salle de concert
L'espoir refait surface en octobre 1972 lorsque l' Oakland Symphony Orchestra Association (OSO), cherche une nouvelle maison, et achète le Paramount pour 1 million de dollars, dont la moitié est donnée par le vendeur, National General Theatres - anciennement Fox Theatres-West Coast - avec l'autre moitié venant de généreux[pas clair] donateurs privés. Les machines à pop-corn et les comptoirs à bonbons ont été retirés. Avec l'aide du chef de projet de restauration Peter Botto, de nouveaux sièges plus larges ont été installés, la distance entre les rangées a été augmentée pour offrir plus d'espace pour les jambes et une réplique du tapis d'origine a été posée dans tout le théâtre. Deux bars, un sur la mezzanine et un au niveau inférieur, et une nouvelle billetterie ont été ajoutés. Skidmore, Owings & Merrill étaient des consultants pour la restauration, avec l'aide de Milton Pflueger & Associates. Le Paramount a rouvert le 22 septembre 1973  dans sa splendeur originale de 1931. Après l'ouverture, l'Oakland Symphony avait vendu presque tous les sièges sur les ventes d'abonnement et vendu la majorité des concerts individuels.
Mais même avec la salle pleine, le Paramount Theatre s'est avéré un fardeau financier pour l'Oakland Symphony. De plus, l'Oakland Symphony a financé les coûts de rénovation avec un emprunt d'un million de dollars. Plutôt que de continuer à absorber les pertes d'exploitation de la Paramount, l'Oakland Symphony a transféré la Paramount à la ville d'Oakland en 1975 pour 1 $ en échange de 40 ans de loyer gratuit. Ils ont continué avec cet accord jusqu'à ce que l'Orchestre symphonique d'Oakland dépose le bilan en septembre 1986.
Voyant une opportunité, un groupe de sept citoyens privés s'est regroupé et a approché les responsables de la ville avec l'idée de gérer et d'exploiter le Paramount au nom de la ville en tant qu'organisation à but non lucratif. Ils ont accepté, c'est la structure de gestion en place à ce jour.
Entrer dans le hall principal, avec ses ornements dorés le long des murs, son escalier incurvé et ses luminaires lumineux, c'est comme faire un voyage dans le vieux Hollywood.[réf. nécessaire] Les visites publiques du Paramount Theatre sont données les premier et troisième samedis de chaque mois, à l'exclusion des jours fériés et des week-ends fériés. Documenté en 1972 par l'Historic American Buildings Survey, le théâtre a été inscrit au registre national des lieux historiques le 14 août 1973 et est devenu un monument historique californien en 1976  et un monument historique national américain en 1977.

## Galerie de photos

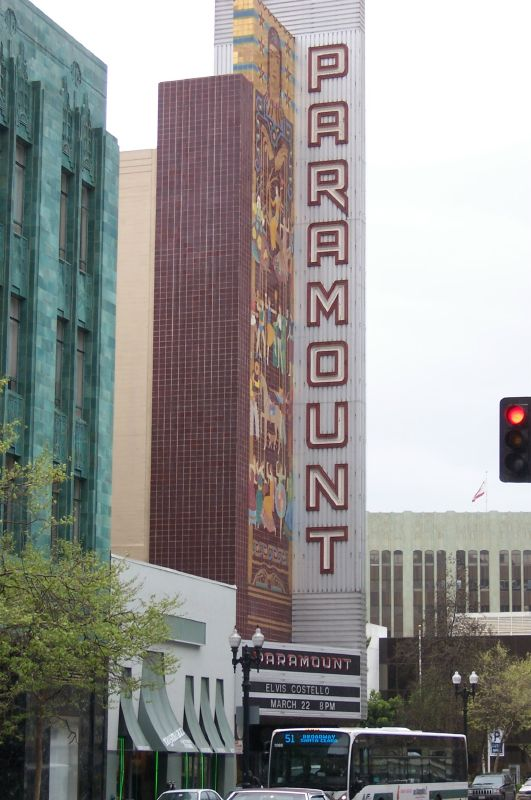
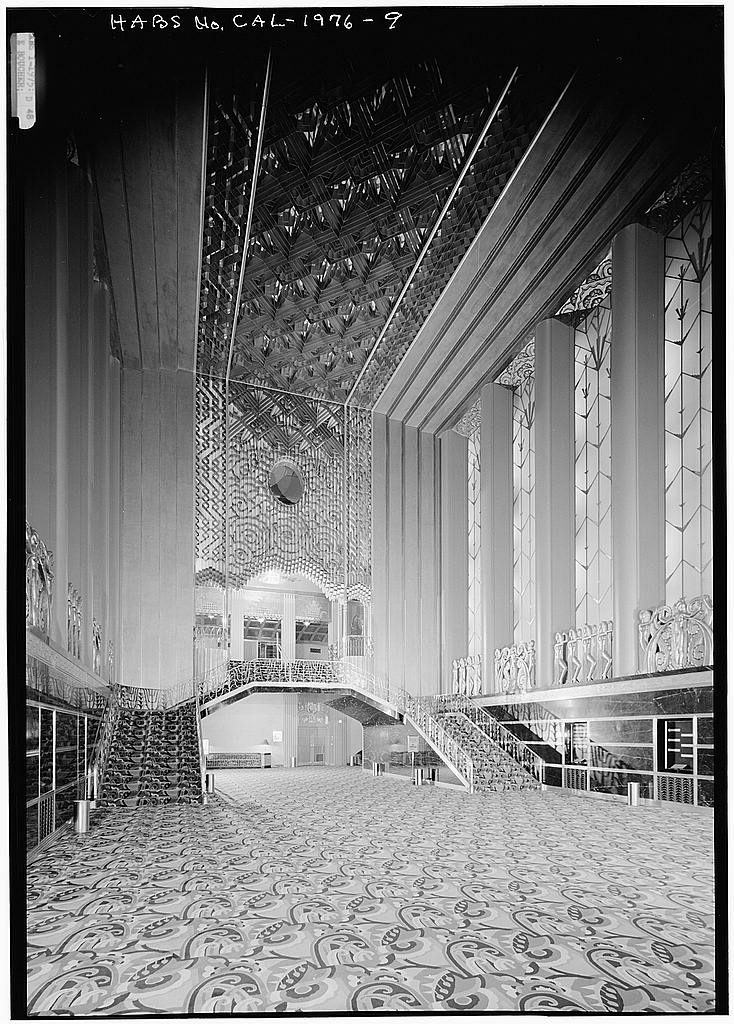
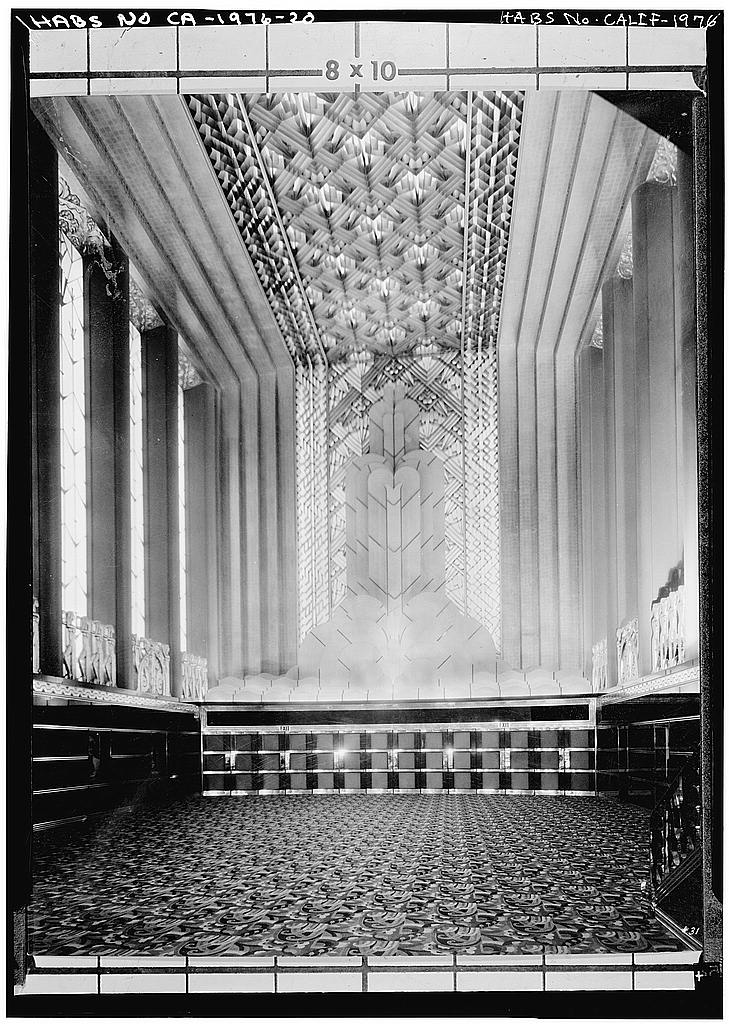
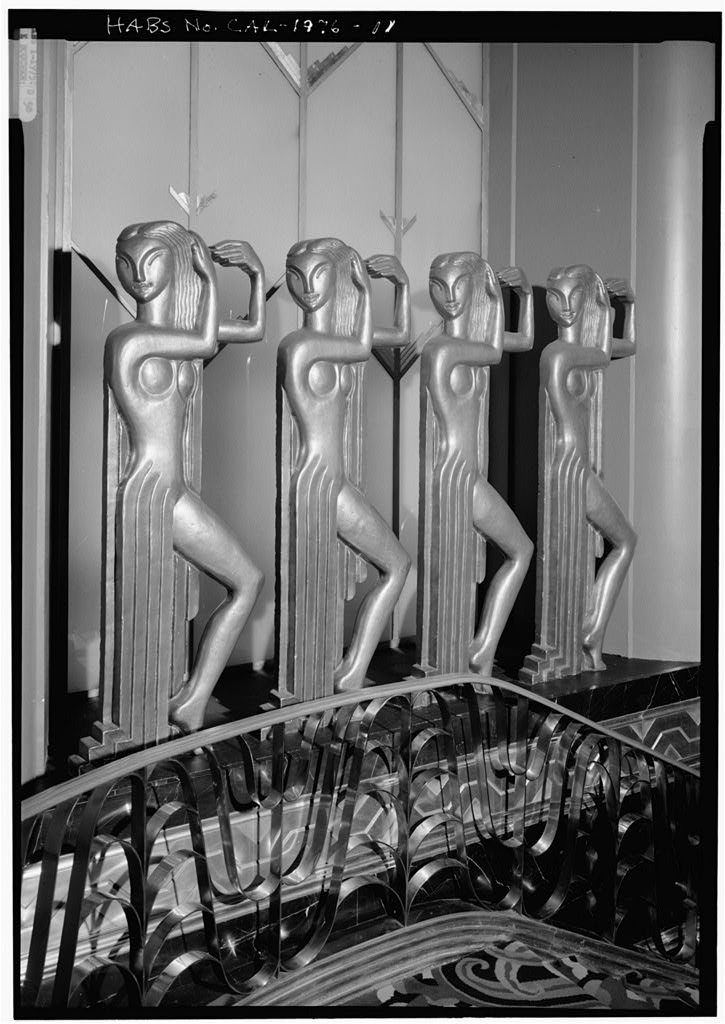
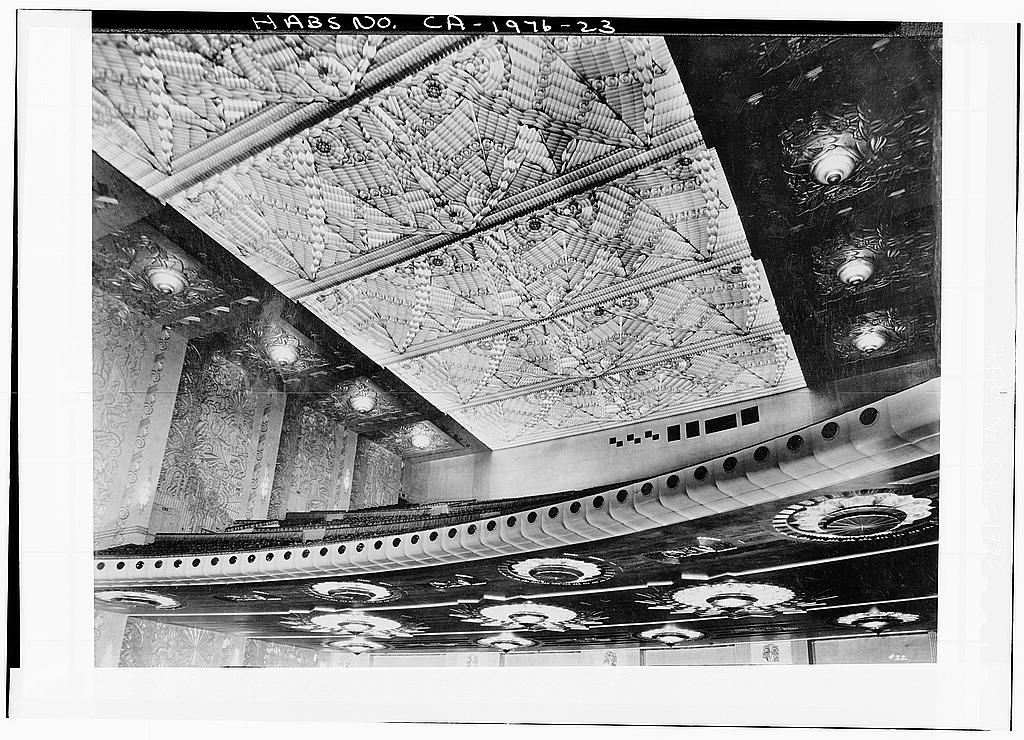
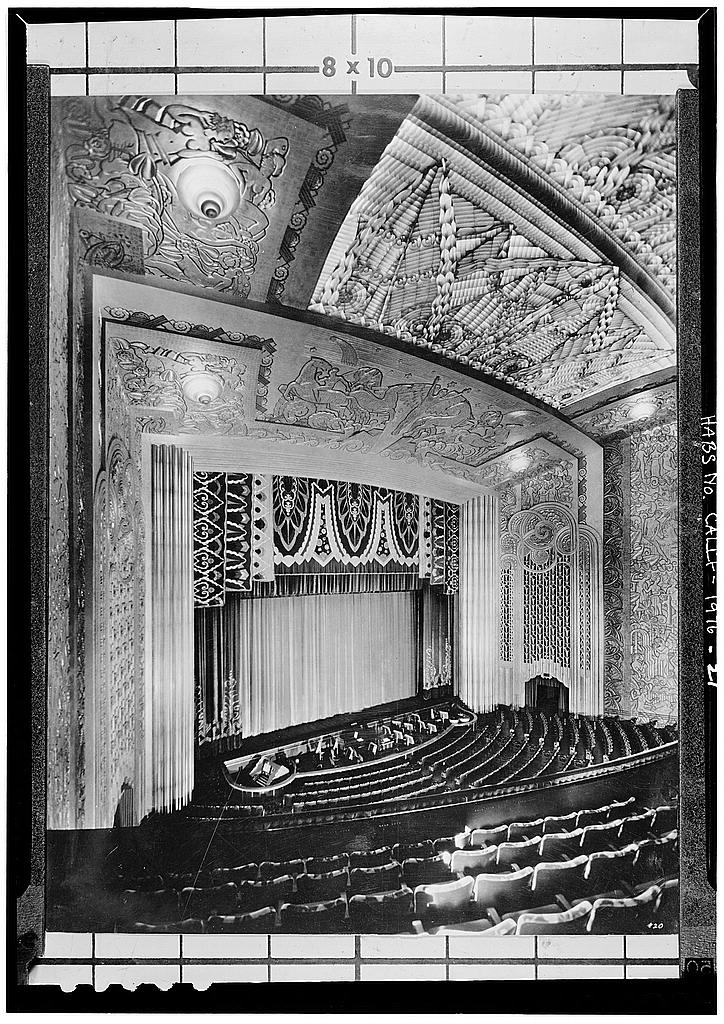
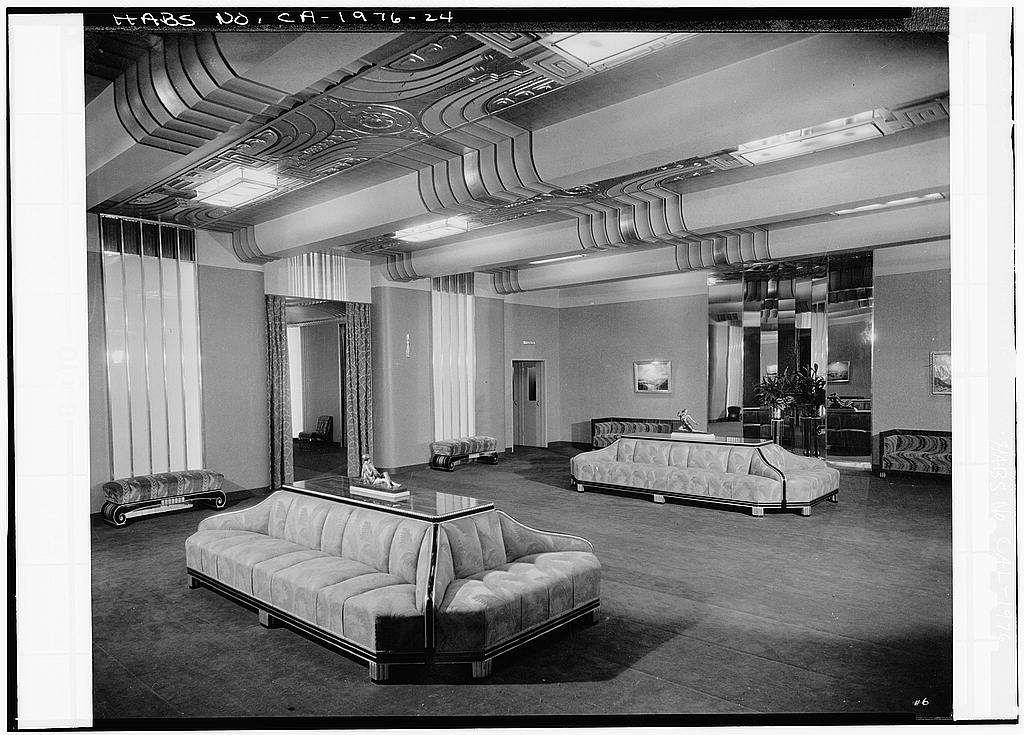
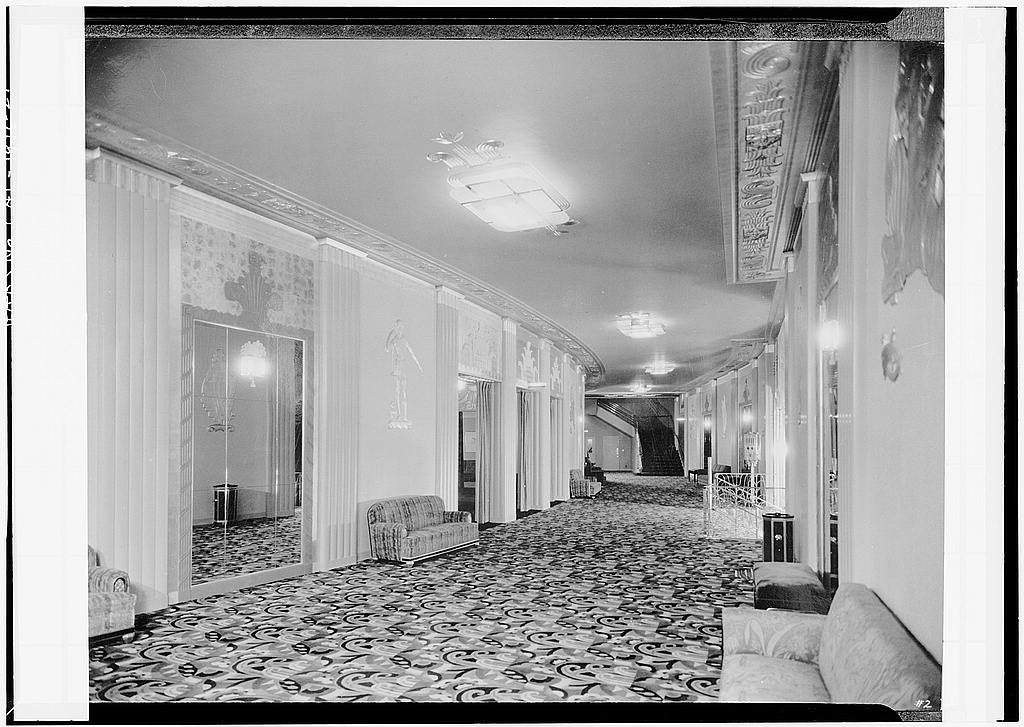
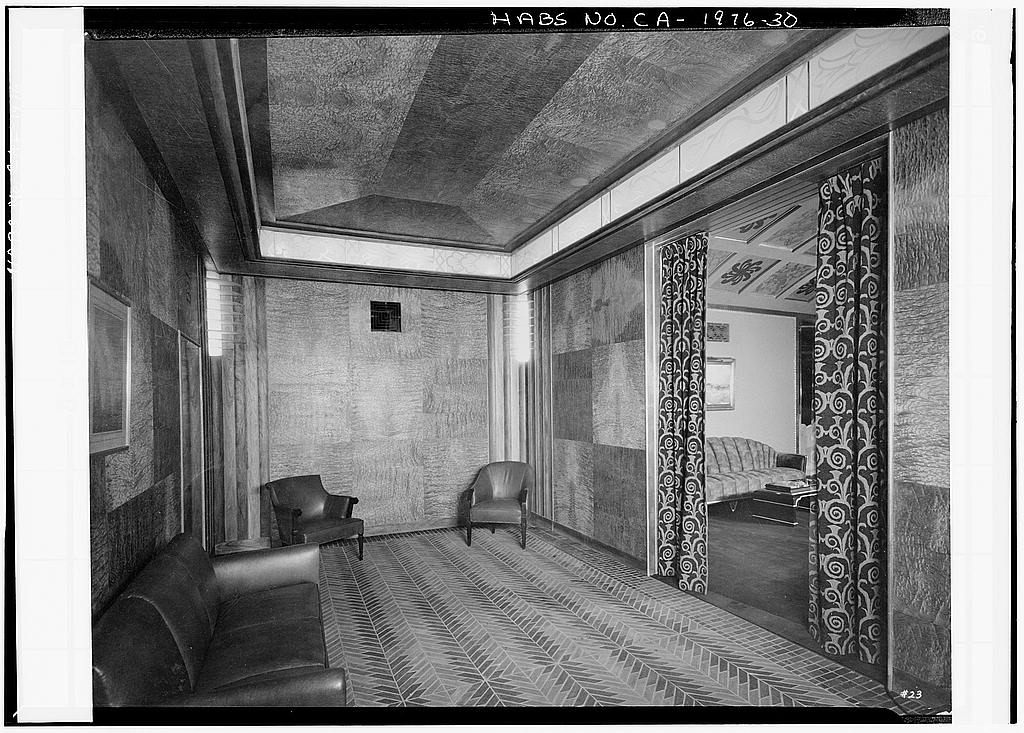
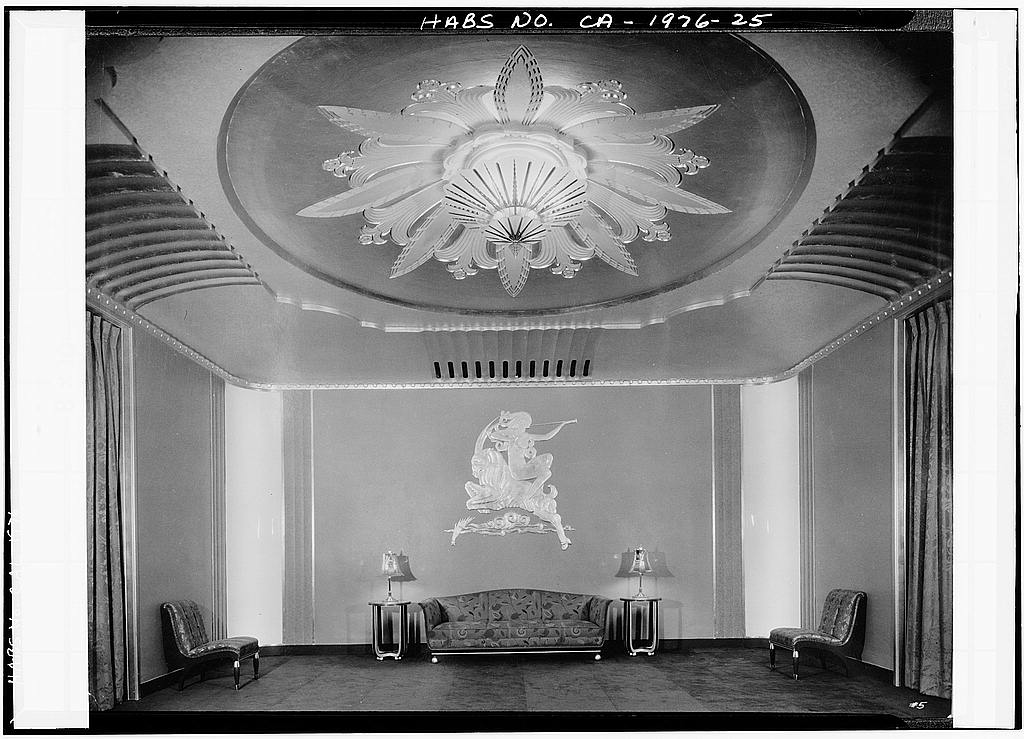
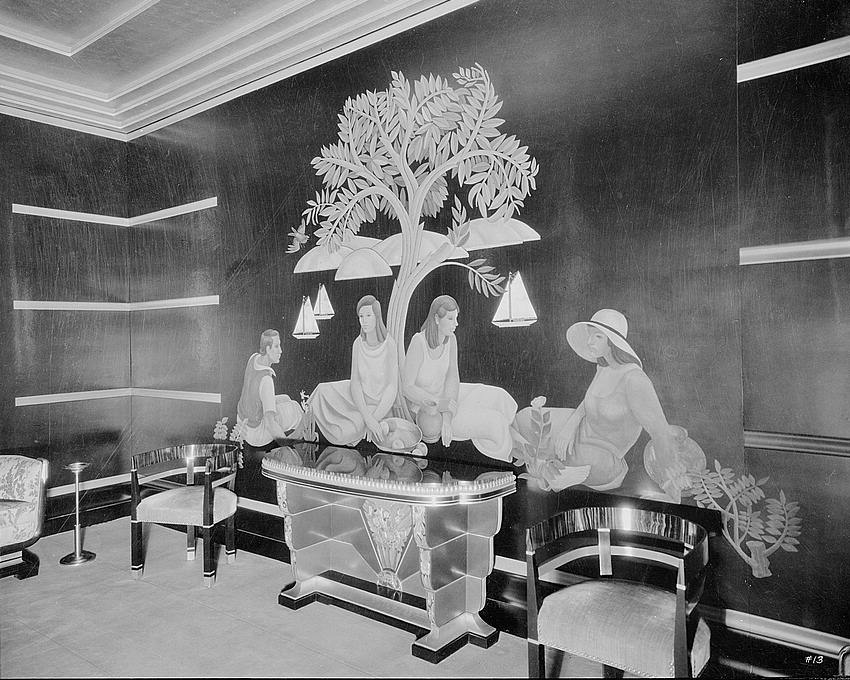
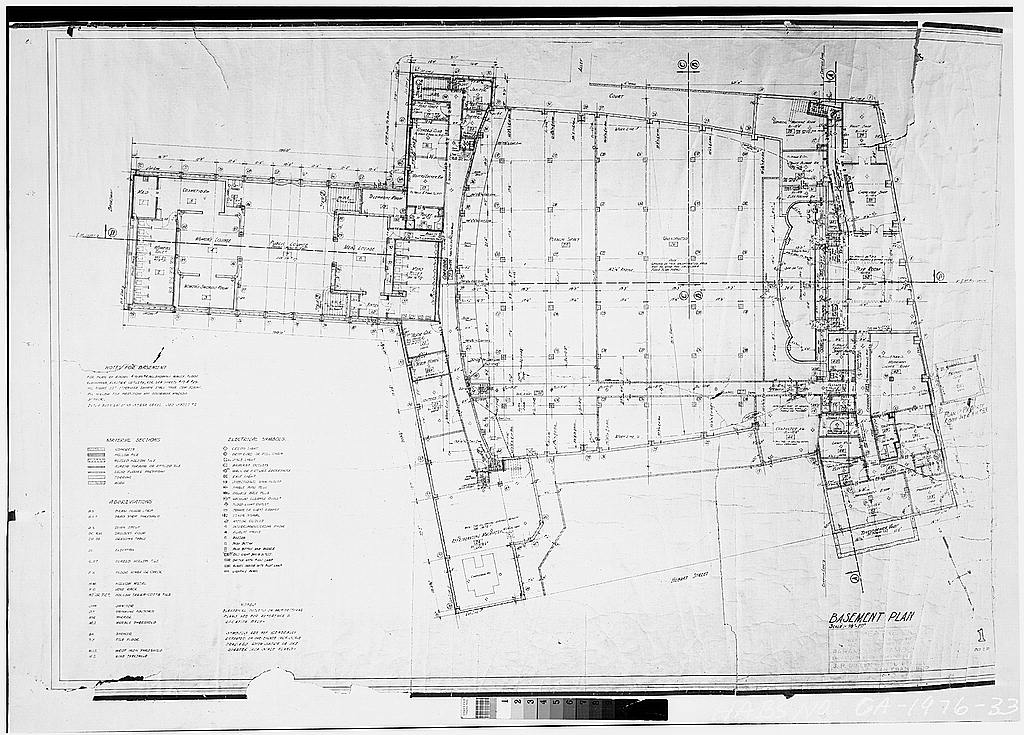
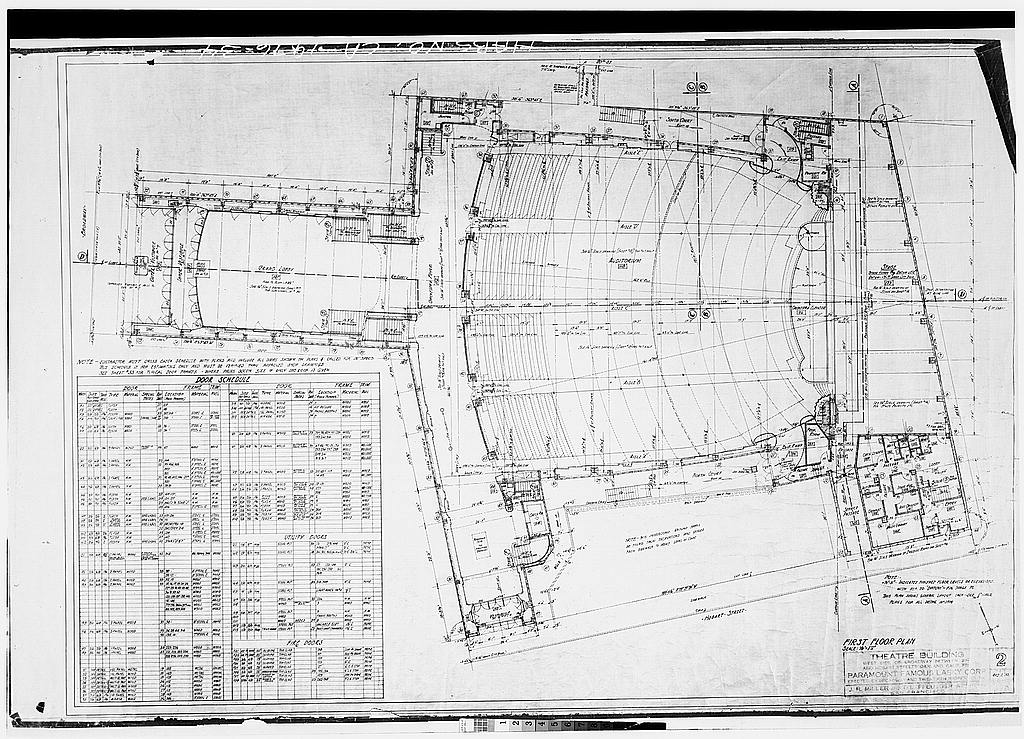
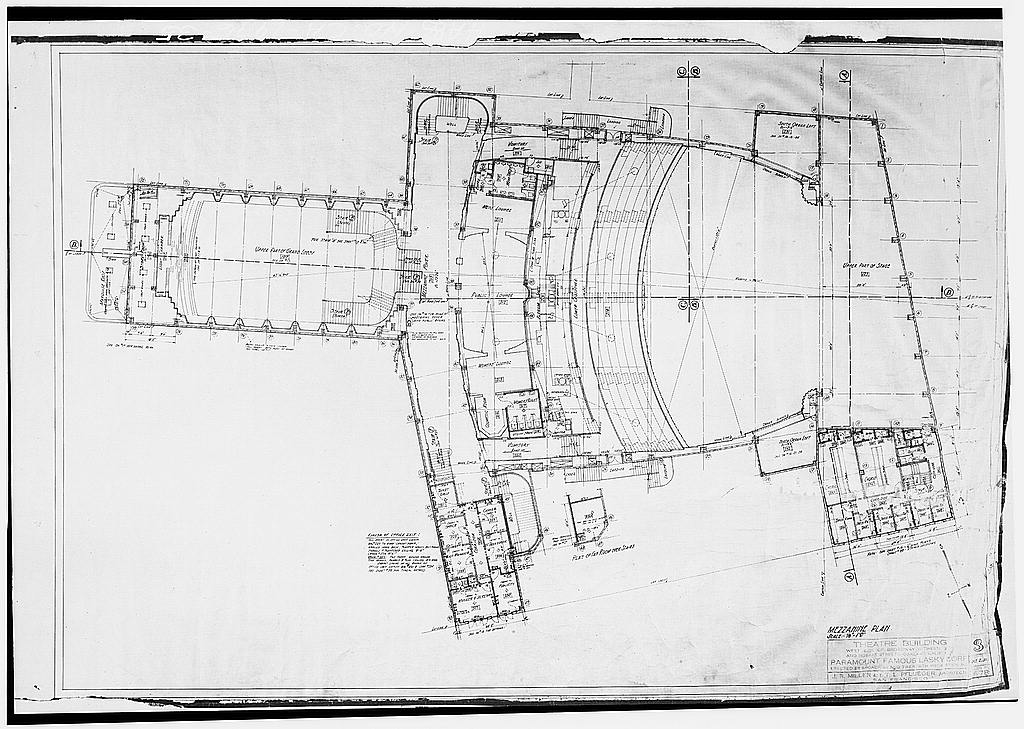
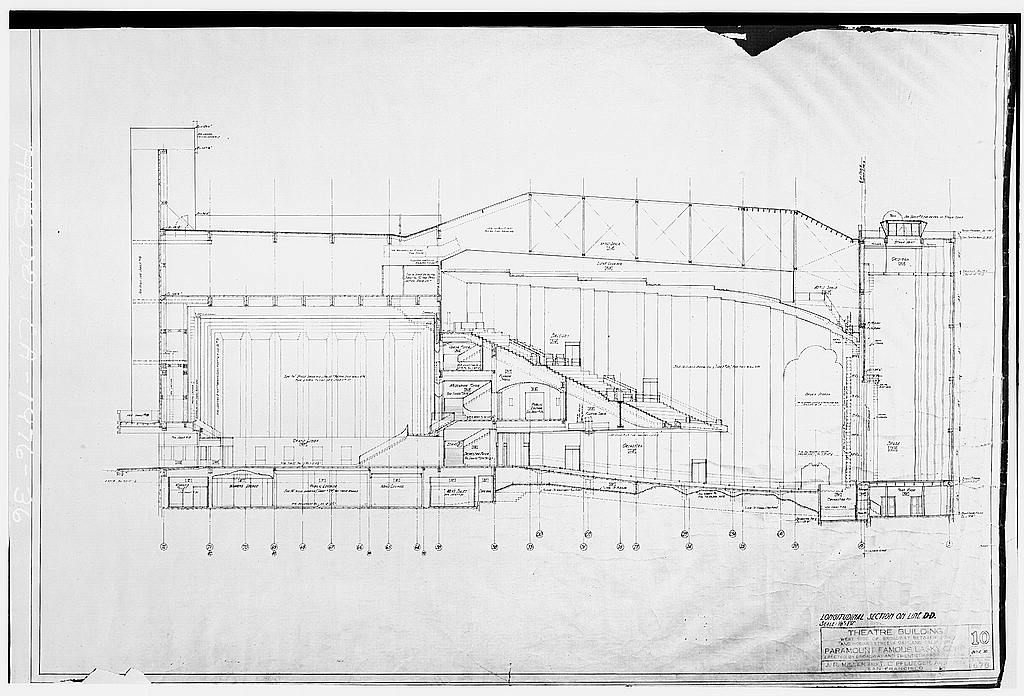
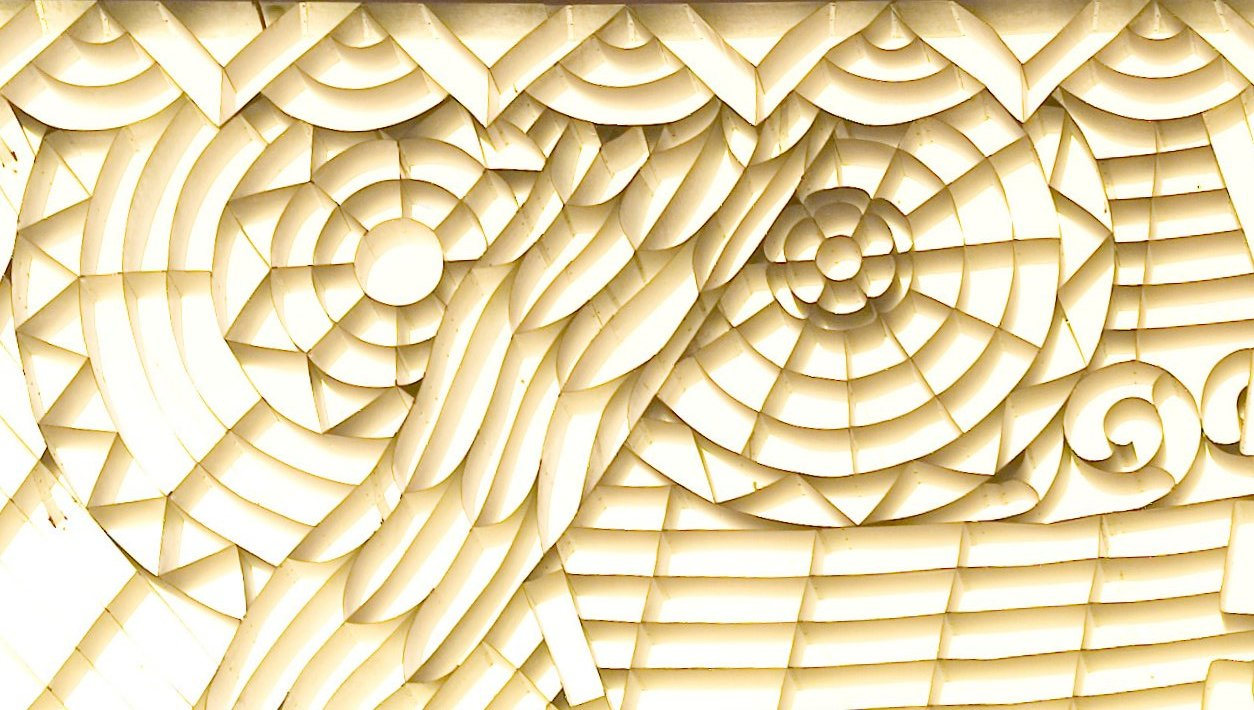
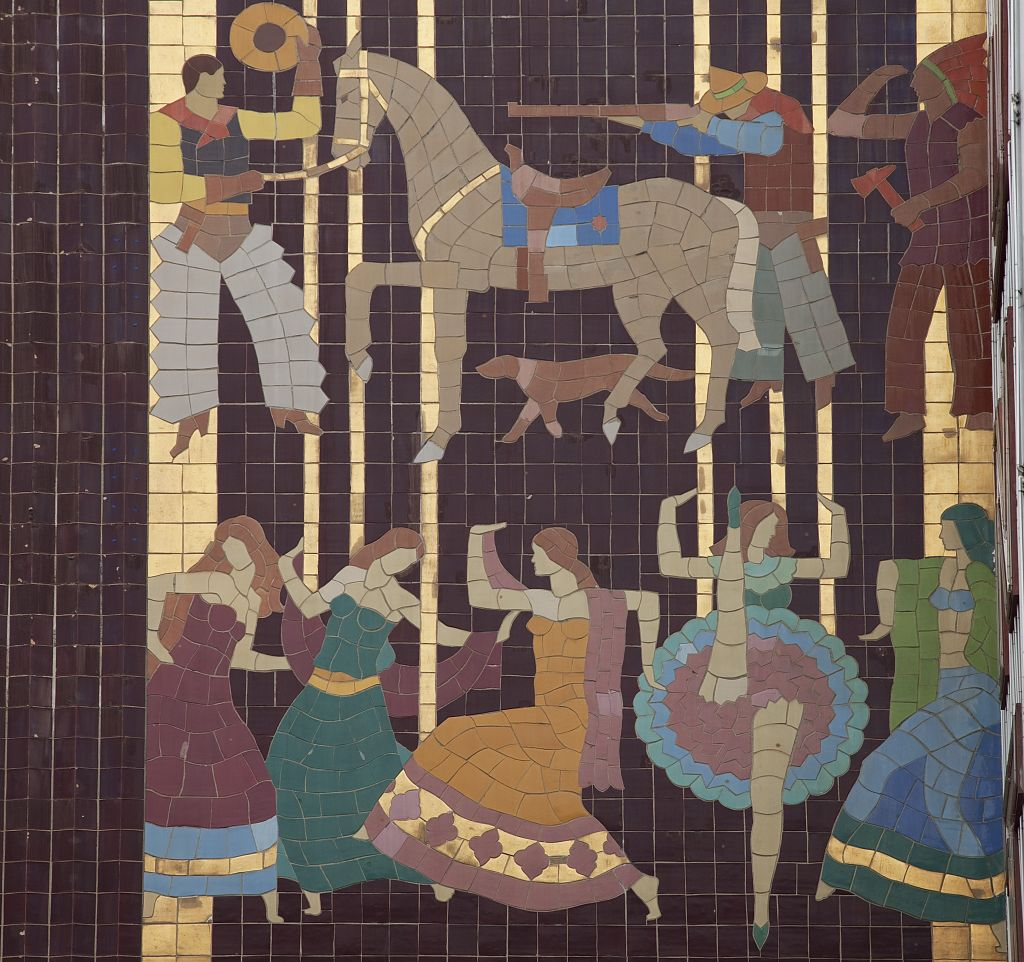
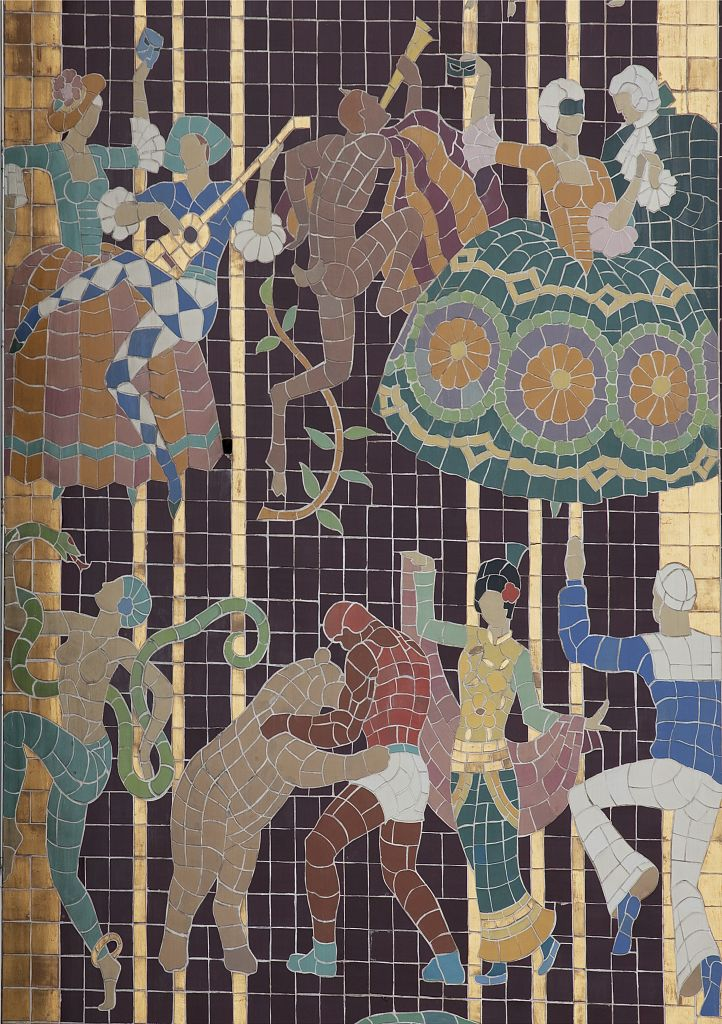
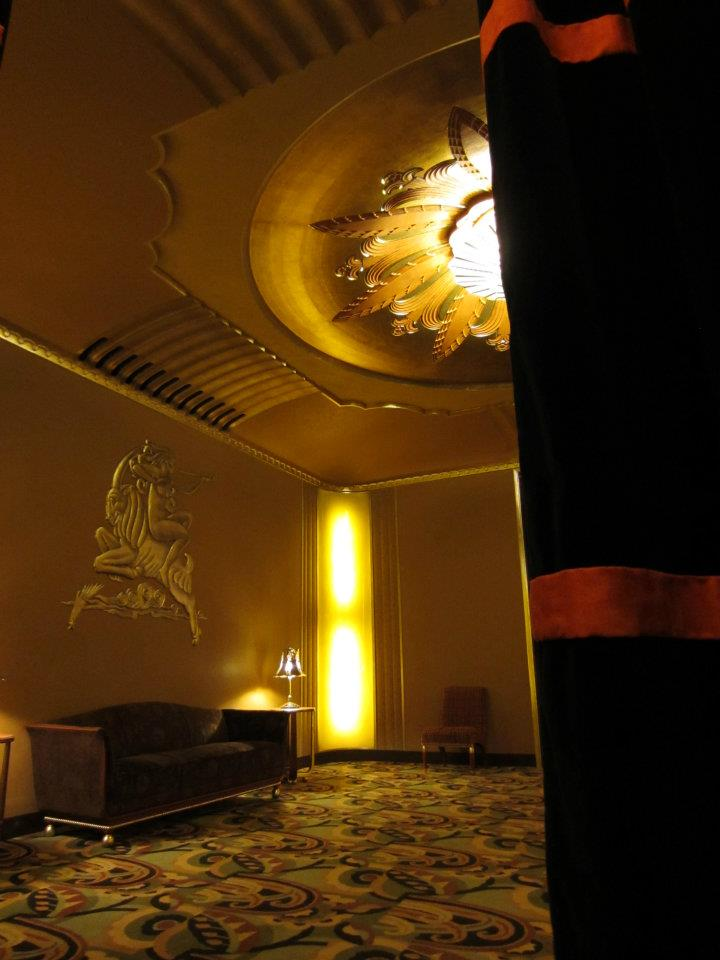

- 2005 view of marquee listing Elvis Costello[Traduire passage]
- 1975 photograph by Jack E. Boucher showing the four-story Grand Lobby[Traduire passage]
- Fountain of Light over seven double doors at entrance[Traduire passage]
- Grand Lobby north wall showing dancing figures[Traduire passage]
- 1932 image of auditorium ceiling and balcony soffit. Round holes in balcony edge are for stage lighting instruments. Dark windows in far wall are for film projectors and spotlights.[Traduire passage]
- 1932 view looking down from the balcony at the ceiling, proscenium, curtain, seating and hydraulic orchestra pit[Traduire passage]
- Basement lounge showing stylized couches and benches. Note the bold wall and ceiling designs[Traduire passage]
- Mezzanine-level foyer[Traduire passage]
- Men's lounge, mezzanine level[Traduire passage]
- Women's lounge, basement level[Traduire passage]
- Women's Smoking Room, basement level[Traduire passage]
- Architect's basement plan[Traduire passage]
- Architect's first floor plan[Traduire passage]
- Architect's mezzanine plan[Traduire passage]
- Architect's longitudinal section (cutaway side view)[Traduire passage]
- A small section of Timothy L. Pflueger's patented ceiling grid which extends over the entire auditorium[Traduire passage]
- Detail of mosaic on facade[Traduire passage]
- Detail of mosaic on facade[Traduire passage]
- Detail of Women's Lounge, basement level[Traduire passage]